# Steuermann

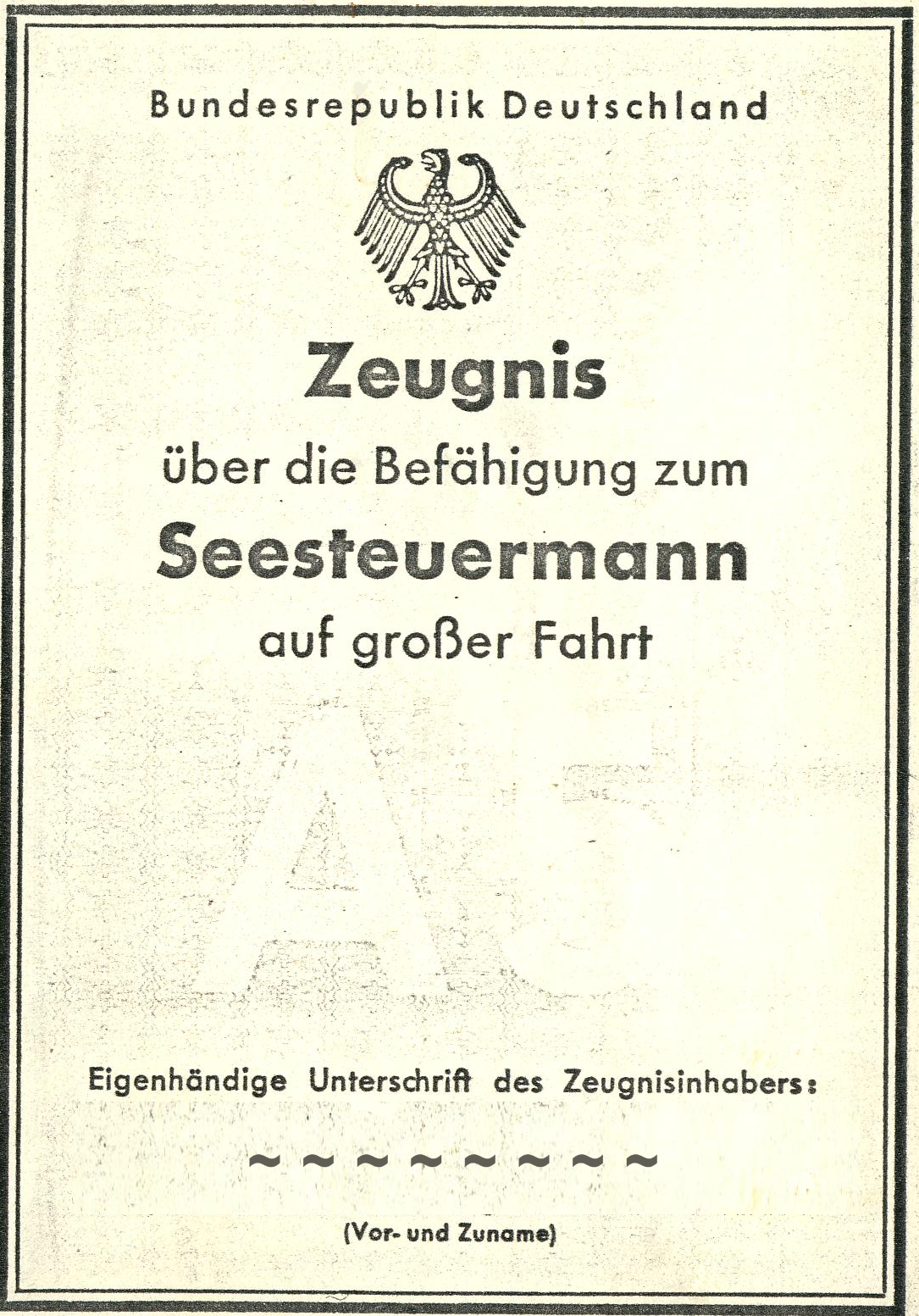
Seesteuermann - A5 Große Fahrt

Ein Steuermann (Plural: Steuerleute) ist in der Schifffahrt ein leitendes Mitglied der Besatzung, das für die Schiffsführung, vor allem aber für die Navigation des Schiffes Verantwortung trägt. Der Steuermann ist grundsätzlich vom Rudergänger zu unterscheiden, der das Ruder bedient und das Wasserfahrzeug nach dem rechtweisenden Kurs steuert.

## Handelsschifffahrt
Bei Handelsschiffen in der Seefahrt ist Steuermann eine ältere Bezeichnung des nautischen Offiziers aus der Zeit der (Groß-)Segelschifffahrt. Der Steuermann steht in der Hierarchie unter dem Kapitän und beaufsichtigt unter anderem das Steuern, die Takelung und das Ankergerät. Er muss imstande sein, alle Instrumente und die Seekarten richtig zu bedienen und das Schiff bei jedem Wetter zu manövrieren. Im Notfall vertritt er den Kapitän.

## Marine
Auf Kriegsschiffen gibt es in vielen Marinen Deckoffiziere, welche unter Verantwortlichkeit des wachhabenden Offiziers die Führung des Schiffs leiten, das Steuern beaufsichtigen, das Logbuch schreiben und den Wachhabenden Offizier fachlich unterstützen. Bis 1945 und danach war ein Steuermann als Schiffsführer in der Marine auch aus der Laufbahn des Bootsmanns möglich. Der  Rudergänger war nur für die Ausführung der Ruderkommandos eingeteilt.

## Sportschifffahrt
An Bord eines Sportboots wird meistens als Steuermann – für Frauen zum Teil auch Steuerfrau – bezeichnet, wer das Ruder führt. Auf kleinen Segelbooten, vor allem Jollen und kleinen Katamaranen, bedient der Steuermann zugleich das Großsegel und gibt die Kommandos für die auszuführenden Segelmanöver. Steuermann, Rudergänger, Führerscheininhaber und „Bootsführer“ sind auf solchen Sportbooten oft identisch. Bei größeren Sportbooten ist der Steuermann allerdings „nur“ der Rudergänger und damit ausführendes Organ des Skippers. Auf diesen Bootsklassen bedient er auch nicht das Großsegel.